# Пётибон, Патрисия
Патрисия Пётибон (фр. Patricia Petibon; 27 февраля 1970, Монтаржи, деп. Луаре) — французская оперная певица (сопрано).

## Биография
Патрисия Пётибон родилась в 1970 году. С детства увлекалась музыкой и изобразительным искусством. С отличием закончила Парижскую консерваторию. Ученица Рашеля Якара. Дебютировала в 1996 году в Париже. Основная часть её репертуара — музыка композиторов барокко.
Муж — композитор Эрик Танги, у пары есть сын.

## Репертуар и творческие связи
Записала сочинения Люлли, Шарпантье, Рамо, Куперена, Пёрселла, Глюка, Генделя, Моцарта, Гайдна, Йомелли, Кальдары, Делиба, Оффенбаха, Массне, а также Р. Штрауса, Дебюсси, Копленда, Барбера, Пуленка, Бернстайна, Манчини.
Работала с Уильямом Кристи, Николаусом Арнонкуром, Джоном Элиотом Гардинером, Марком Минковски, Робертом Уилсоном, Оливье Пи, Шарлем Дютуа, Фабио Бьонди, Дэниелом Хардингом, Эммануэль Айм и другими мастерами.

## Признание
Трижды лауреат премий «Виктуар де ла мюзик» (1998, 2001, 2003).